# 小林麻央
小林 麻央（こばやし まお、1982年〈昭和57年〉7月21日 - 2017年〈平成29年〉6月22日）は、日本のフリーアナウンサー、キャスター、タレント、女優。本名・堀越 麻央（ほりこし まお）。旧姓・小林（こばやし）。
新潟県小千谷市生まれ、東京都育ち。最終所属はセント・フォース。
姉は元フリーアナウンサーの小林麻耶。夫は歌舞伎俳優の十三代目市川團十郎。長男は八代目市川新之助。

## 略歴
新潟県小千谷市で出生し、父の仕事の関係でさいたま市、西宮市、荒川区と移り住む。國學院高等学校卒業、上智大学文学部心理学科卒業。在学中に日本テレビ系恋愛トーク番組『恋のから騒ぎ』に出演し注目を集める。卒業後はセント・フォースに所属しフジテレビ系『めざましどようび』のお天気キャスターを務める。
2004年、『ジャンクSPORTS』の「ファンタスティックストーリー」を担当。2004年6月放送の『ピンクヒップガール』（フジテレビ関東ローカル）でドラマに初出演。その後、2005年にビデオシネマ『東京フレンズ』、フジテレビ系月9ドラマ『スローダンス』などに出演。『めざましどようび』出演開始以降、テレビ番組や女優業に関してはほぼフジテレビ専属状態が続いていたが、2006年1月3日放送の日本テレビ系『太田光の私が総理大臣になったら…秘書田中。』に出演したのを皮切りに、フジ以外の番組にも進出。2006年9月30日、『めざましどようび』のお天気キャスターを卒業。
2006年10月2日から日本テレビ系ニュース番組『NEWS ZERO』のサブキャスター（月 - 木曜担当）を務める（2010年3月31日まで）。
2007年4月12日からフジテレビ系バラエティ番組『奇跡体験!アンビリバボー』の進行役を担当。
2009年11月19日、イベントの記者会見で十一代目市川海老蔵との交際を認めた。交際のいきさつについて、同日の公式ブログで「日本テレビ『NEWS ZERO』のZEROカルチャーでのインタビューがきっかけで知り合いました」と記して、近日中に婚約を行なうことも認めた。
2010年1月29日、市川海老蔵と婚約発表会見を行う。3月3日に婚姻届を提出、7月29日にザ・プリンス パークタワー東京で挙式、結婚披露宴を行った。2011年7月25日、第一子である長女を出産。2013年3月22日、第二子である長男を出産。

### 闘病・死去
長男の出産から約1年後に乳癌の兆候が確認されていた。しかし麻央本人が早期に対応できなかったため、後に重篤な症状を引き起こすに至る。2014年2月に人間ドックを受けた際、乳房にしこりが発見された。しかし当初は人間ドックの担当医が「癌の可能性は五分五分である」と診断を下し、乳腺専門医の知人2人が「オーバーな担当医だ」との見方を示し、更に再検査時の担当医も「癌ではない」と診断を下し、更に、麻央は長女の授乳時から2年以上の間、乳腺の状態を良くするための母乳マッサージに通いケアしていたため、本人も癌の可能性に緊迫感を持たなかった。しかし同年10月にも同じ箇所にしこりが確認され、脇への転移も発見され、ここで初めて癌であるという確定的な診断が下された。
それ以降、非公開で闘病していたが、2016年5月19日に看病していた姉の麻耶がレギュラー出演している『バイキング』（フジテレビ）の放送中に突如倒れて長期の療養に入り、同年6月9日、麻央が「進行性がんで極秘入院」との記事がスポーツ報知にて報道されたことを受け、その日の午後に夫の海老蔵が緊急記者会見を開き、「妻・麻央が乳癌を患っている」と麻央の病気療養を明らかにした。
闘病中の2016年9月1日にブログ『KOKORO.』を開設。死去3日前の2017年6月20日まで352回更新。250万人以上の読者を集めた。ブログで積極的に病状の情報発信を行ったことが評価され、2016年11月21日、英国放送協会 (BBC) の「今年の女性100人」の一人に選出された。麻央の死後は海老蔵が引き継ぎ、6月29日に最後の投稿を英語訳した文章を公開。今後も継続して公開し続けることを発表した。当面は『KOKORO.』に投稿。その後、新ブログに移行する予定で進められている。また、夫・海老蔵のブログも500回以上更新された。
2017年1月9日に放送された夫・海老蔵のドキュメンタリーテレビ番組『市川海老蔵にござりまする』（日本テレビ系）に、入院中の身を押してインタビューに応じる形で出演。これが公の場での最後の姿となった。
2017年6月22日夜、自宅で死去。34歳没。夫・海老蔵は、翌6月23日、シアターコクーン（東京都渋谷区）にて上演中の『市川海老蔵 第四回 自主公演 ABKAI 2017 〜石川五右衛門 外伝〜』公演の昼の部の終了後、同劇場にマスコミ各社を招いて14時30分から行われた記者会見で麻央の訃報を正式に公表した。会見での海老蔵の談によると、死去当日の22日は喋ることさえできなくなっていたといい、姉の小林麻耶、両親、娘と息子、夫の海老蔵に看取られながら息を引き取った。最期の言葉は「愛している」だったと、同時刻に配信の海老蔵のブログでも公表された。
堀越家は神道（神習教）信者であり、葬儀は神式で執り行われた。
諡名は「豊愛尚與姫命」。墓所は青山霊園。
闘病中、劇場でのサポートは海老蔵の母や妹（3代目市川ぼたん〈のちの四代目市川翠扇〉）が、自宅でのサポートは麻央の母や姉の麻耶が、病床の麻央に代わり行った。
麻央の葬儀は堀越家・小林家の家族・親族など身内だけで執り行ったこともあり、夫の海老蔵は2017年11月20日に自身のブログにて「生前の麻央がお世話になった方々にきちんとお別れをせねばならない」として、2018年中に堀越家の主催によるお別れの会を開催する意向を表明。同年6月23日に麻央の仕事関係者が集まる形で偲ぶ会を開催した。
姉によると、麻央は生前に標準治療を受けたがっていたが、海老蔵が選んだ気功師が原因で受けられなかったという。

#### 公式発表前の報道への批判
麻央が死去した翌日の2017年6月23日、海老蔵は記者会見を開く前に「人生で一番泣いた日です」「なるべくいつも通りに過ごします」とブログを更新し、マスコミに対しては「お察しください。改めてご報告させて頂きますので、近隣の方々のご迷惑になるので一先ずお帰り下さいませ」と配慮を求めたが、多くの大手全国紙、スポーツ紙、テレビ局は会見前に麻央の死去を報じ、ニュースサイトのコメント欄やソーシャルメディアには非難の声が多数寄せられた。
批判の一方で、姉・麻耶がレギュラー出演していた『バイキング』（2017年6月23日放送）では、番組冒頭に総合司会の坂上忍が涙で声を震わせながら、海老蔵の会見前であるため番組の中で麻央の訃報を最大限取り上げず、当初の予定通り番組を進めることを求めた。

## 人物
- 身長164cm[64]。左利き[65]。
- 将来は鈴木京香のような女優を目指していた[66]。
- 視力が悪くコンタクトレンズを装用していたが、自宅では付けていなかった[67]。
- 生前の私服は7割がミニスカート、3割がワンピースであった[68]。
- 漫画『BASARA』が愛読書であり生前のバイブルであったと言う[69]。

## エピソード
- 姉の麻耶に勧められた事がきっかけで、大学在学中に『恋のから騒ぎ』に出演。『恋のから騒ぎ』で刺激を受け、その後「人前でキレイに話してみたい、いろんな人に会いたい」という夢を抱き、番組卒業後アナウンススクールに通い始めた。アナウンサー試験を受けるか悩んでいるときに、セント・フォースに声をかけられた。こうした経緯をフジテレビクラブ・マガジン『アビアド』の記事で公開している。セント・フォースに入った理由は、憧れの吉田恵が所属していたことが大きいと語っていた[70]。
- 大塚愛とは『東京フレンズ』で共演して以来の友人であり[71]、普段でも大塚から声マネをされたりしていた[72]。『東京フレンズ』の収録中は大塚に加え、真木よう子にもマネされた[72]。ライブDVD『JAM PUNCH TOUR 2005〜コンドルのパンツがくいコンドル〜at Tokyo International Forum Hall A on 1st of June 2005』のスペシャル盤のDISC2の「さくらんぼ」と「Happy Days」の部分で観客として映っている[72]。

### 家族
- 麻耶とは仲の良い姉妹で、「麻央ちゃん」「お姉ちゃん」と呼び合っていた[73]。恋愛の事から仕事の悩みまで、何でも麻耶に相談し、麻耶を尊敬していた[74]。麻耶も麻央を非常に可愛がっており、逆に姉から妹を尊敬している所もある[75]。
- 2010年4月19日放送の『SMAP×SMAP』の「BISTRO SMAP」コーナーで、初めて姉妹揃ってテレビ番組に出演した[76]。雑誌では、2007年7月2日発売の『BRUTUS』（マガジンハウス、撮影：篠山紀信）で初共演していた。
- 麻央が小さい頃から、母親が大事に育てていた観葉植物のベンジャミンを小林家の家宝として挙げていた。2006年には既に自身の背丈（164 cm）を越していた[77]。

## 出演

### ニュース
- めざましどようび（2003年10月4日 - 2006年9月30日、フジテレビ） - 初代 お天気お姉さん
- NEWS ZERO（2006年10月2日 - 2010年3月31日、日本テレビ） - サブキャスター（月 - 木曜担当）
- ZERO×選挙2007 「第21回参議院議員通常選挙」（2007年7月29日、日本テレビ） - 開票速報キャスター
- ACTION 日本を動かすプロジェクト（2008年1月6日・5月5日・12月23日、日本テレビ） - 司会
- ZERO×選挙2009 「第45回衆議院議員総選挙」（2009年8月30日、日本テレビ） - 開票速報キャスター

### テレビドラマ
- ディビジョン1 ステージ3「ピンクヒップガール」（2004年6月7日 - 22日、フジテレビ） - 佐伯えみ 役
- スローダンス（2005年7月4日 - 9月12日、フジテレビ） - 広瀬歩美 役
- アンフェア（2006年1月10日 - 17日、関西テレビ） - 松本理恵子 役
- Happy!（2006年4月7日、TBS） - 竜ヶ崎蝶子 役
  - Happy!2（2006年12月26日、TBS）
- おいしいプロポーズ（2006年4月23日 - 5月21日、TBS） - 島崎沙織 役
- タイヨウのうた（2006年7月14日 - 9月15日、TBS） - 三浦結子 役

### 映画
- 東京フレンズ The Movie（2006年8月12日、松竹） - 我孫子真希 役
- キャプテン（2007年8月18日、トルネード・フィルム） - 三咲静香 役
- マリと子犬の物語（2007年12月8日、東宝） - 関根博美 役

### テレビアニメ
- ワンピース時代劇（フジテレビ） - おまお 役
  - ルフィ親分再び! 夢か現か富くじ騒動（2006年12月24日）
  - 時代劇特別編 破れ! スリラー商会の罠（2009年6月28日）

### バラエティ
- 恋のから騒ぎ（2002年 - 2003年、NTV）
- 小林麻央の「110の王」・小林麻央の「110の王」episode2（2006年10月2日 - 2007年9月、スカチャン!ハイビジョン） - 司会
- 魁!音楽番付（2006年10月11日・12月28日、2007年4月4日・8月18日、フジテレビ） - ライブ放送の司会
- 小学生クラス対抗30人31脚（2006年12月、テレビ朝日） - 3代目大会委員長
- 大笑点（2007年1月1日、2008年1月1日、日本テレビ） - 総合司会
- 奇跡体験!アンビリバボー（2007年4月12日 - 2011年3月17日、フジテレビ） - 進行[78]

### CM
- サッポロ ドラフトワン（2004年12月4日） - フジテレビのインフォマーシャル
- アートネイチャー（2005年6月22日 - 2006年） - イメージキャラクター
- PSPソフト「脳力トレーナー ポータブル」（2005年9月6日 - 2006年） - 先生 役
- ハウス食品（2005年12月25日 - 2006年1月） - 年末年始カレーキャンペーン
- 大塚製薬「SOYJOY」（2006年10月10日 - 2007年） - みのもんたと共演
- エステティックTBC（2006年12月25日 - 2007年） - TBCビューティナビゲーター
- CHINTAI（2007年8月 - 2009年） - 宮川大輔と共演、ラジオCMでは引越遍歴について語っている
- POLA（2007年9月3日 - ） - イメージキャラクター

2010年には事務所の他の所属タレント6名、2011年には小林麻耶と共演
- 毎日コミュニケーションズ「マイコミ人材派遣」（2007年10月 - ）
- ブラザー工業「JUSTIO ジャスティオ」、「MyMio マイミーオ」（2007年10月 - ）
- グレイズ・アナトミー シーズン3（2008年6月 - ） - 八田亜矢子と共演
- アリナミン製薬「ストレージ」（2009年6月17日 - ）
- ロッテリア「エビマヨバーガー」（2010年9月 - ） - 海老蔵が出演した新エビバーガーの続編として登場

## 広告
- 日本損害保険協会 「自賠責保険広報キャンペーン」（2007年3月1日 - 31日）
- 三菱地所リアルエステートサービス（2007年4月1日 -　） - 社名変更広告
- 中央労働災害防止協会 「全国労働衛生週間」（2007年10月1日 - 7日）
- 日本新聞協会 「春の新聞週間」（2008年4月6日 - 12日）
- 厚生労働省 「労働保険適用促進月間」（2008年10月1日 - 31日）

## DVD
- めざまし体操（2004年10月27日、ソニー・ミュージックアソシエイテッドレコーズ）
- 東京フレンズ（2005年6月8日、エイベックス） - 我孫子真希 役
- めざまし体操第2（2006年5月10日、ソニー・ミュージックアソシエイテッドレコーズ）
- サッド・ムービー（2007年4月6日、ギャガ・コミュニケーションズ） - スジョン 役（手話通訳士、日本語版の吹き替え）
- Cent. Force Presents 「SEASONS」 Vol.1（2008年12月17日、ポニーキャニオン）

## 写真集・書籍

### 写真集
- 小林麻央写真集「まおのきおく」（DVD付）（2005年12月24日、小学館） - ISBN 4093637032
- 小林麻央写真集「to you」（DVD付）（2008年7月18日、集英社） - ISBN 4089070201

### 書籍
- 小林麻央のゼロからわかるニュースのキホン 2008（2007年12月7日、日本経済新聞出版社） - ISBN 4532490235
- 女性のためのゴルフレッスン 小林麻央のかんたんコースデビュー（DVD付）（2008年5月26日、集英社） - ISBN 4081020736
- 小林麻央のゼロからわかるニュースのキホン 2009（2008年11月4日、日本経済新聞出版社） - ISBN 4532490421

### 雑誌
- AERA 対談「小林麻央の聞いてしまおッ。」（2010年1月4日・11日 - 4月12日号、朝日新聞出版） - 4月12日号は姉の麻耶と対談

## その他
- 2007年度 映画大使（2007年8月7日任命）
- ダイヤモンドジュエリーコレクション in Tokyo（2007年11月8日） - 皆藤愛子とモデルとして出演
- 第2回ブライダルジュエリープリンセス受賞（2008年1月25日）
- Cent. Force Presents 「SEASONS」（2008年9月5日、青山円形劇場） - セント・フォースの女性キャスターによる朗読劇に出演
- 第1回ゴールドドリームアワード 文化芸能部門受賞（2008年10月15日）